# Oligosoma otagense
Oligosoma otagense är en ödleart som beskrevs av  Mccann 1955. Oligosoma otagense ingår i släktet Oligosoma och familjen skinkar. IUCN kategoriserar arten globalt som starkt hotad. Inga underarter finns listade i Catalogue of Life.